# Horizon (philosophie)
Pour les articles homonymes, voir Horizon.
L'horizon en philosophie est un concept à rapprocher de l’aveuglement chez Heidegger, de l’horizon chez Sartre (« le marxisme est l'horizon indépassable de notre temps », dans Questions de méthode — indépassable synchroniquement, et non pas diachroniquement comme on l’interprète souvent, par exemple Bernard-Henri Lévy dans Le Siècle de Sartre, qui y voit un retour de l’hégélianisme), et de paradigme chez Kuhn.